# Phelliactis capensis
Phelliactis capensis är en havsanemonart som beskrevs av Oscar Henrik Carlgren 1938. Phelliactis capensis ingår i släktet Phelliactis och familjen Hormathiidae. Inga underarter finns listade i Catalogue of Life.